# Ixchel

Glif Ix Chel obejmujący prefiks 'czerwony', kodeks drezdeński

Ixchel, Ix Chel (wymowa: [iʃ'tʃel]) – bogini brzemienności, porodu, medycyny i tkactwa w mitologii Majów.

## Etymologia imienia
Prawdopodobnie przedrostek żeński ix- plus jukatańskie słowo chéel (tęcza). W kodeksie drezdeńskim glif "Ix Chel" obejmuje również prefiks o znaczeniu "czerwony".

## Ikonografia
Przedstawiana najczęściej jako stara kobieta. Według Taubego, w kodeksie drezdeńskim występuje jako bogini O, stara kobieta z uszami jaguara. W przeszłości próbowano identyfikować Ixchel z boginią księżyca, co nie jest do końca pewne. Ze "starą kobietą" można jedynie łączyć księżyc w fazie zmniejszania się. Często na głowie pojawia się emblemat węża. W kodeksie drezdeńskim wydaje się występować w powiązaniu z Chaakiem, bogiem deszczu.

## Miejsca kultu
Bardzo popularne były pielgrzymki kobiet na wyspę Cozumel, najważniejsze centrum pielgrzymkowe po Chichén Itzá oraz na wyspę nazwaną przez Hiszpanów Isla Mujeres ze względu na dużą liczbę znalezionych tam posążków bogiń Ixchel, Ixchebeliax, Ixhunie, Ixhunieta. Również w Acalan, głównym mieście prowincji Chontal, czczono Ixchel jako jedno z ważniejszych bóstw. 